# Communauté de communes Sud Alsace Largue
La communauté de communes Sud Alsace Largue est une communauté de communes française située dans le département du Haut-Rhin dans la région Grand Est.

## Historique
Elle est créée au 1er janvier 2017. Elle est formée par la fusion des communautés de communes de la Porte d'Alsace et de la Vallée de la Largue. Elle est renommée Sud Alsace Largue par arrêté préfectoral du 19 juillet 2017.

## Territoire communautaire

### Composition
La communauté de communes est composée des 44 communes suivantes :

| Nom                   | Code Insee | Gentilé         | Superficie (km2) | Population (dernière pop. légale) | Densité (hab./km2) |
| --------------------- | ---------- | --------------- | ---------------- | --------------------------------- | ------------------ |
| Dannemarie (siège)    | 68068      | Dannemariens    | 4,35             | 2 258 (2022)                      | 519                |
| Altenach              | 68002      |                 | 6,18             | 378 (2022)                        | 61                 |
| Ballersdorf           | 68017      | Badricourtois   | 10,72            | 815 (2022)                        | 76                 |
| Balschwiller          | 68018      | Balschwillerois | 9,79             | 736 (2022)                        | 75                 |
| Bellemagny            | 68024      | Barovillarois   | 2,1              | 148 (2022)                        | 70                 |
| Bernwiller            | 68006      |                 | 10,65            | 1 209 (2022)                      | 114                |
| Bréchaumont           | 68050      | Bréchaumontois  | 6,51             | 406 (2022)                        | 62                 |
| Bretten               | 68052      |                 | 4,16             | 185 (2022)                        | 44                 |
| Buethwiller           | 68057      |                 | 3,84             | 244 (2022)                        | 64                 |
| Chavannes-sur-l'Étang | 68065      |                 | 6,04             | 655 (2022)                        | 108                |
| Diefmatten            | 68071      |                 | 3,17             | 301 (2022)                        | 95                 |
| Eglingen              | 68077      |                 | 3,72             | 365 (2022)                        | 98                 |
| Elbach                | 68079      | Elbachois       | 3,18             | 270 (2022)                        | 85                 |
| Eteimbes              | 68085      | Eteimbois       | 4,96             | 397 (2022)                        | 80                 |
| Falkwiller            | 68086      | Falkwillerois   | 3,55             | 211 (2022)                        | 59                 |
| Friesen               | 68098      | Friesenois      | 8,42             | 667 (2022)                        | 79                 |
| Fulleren              | 68100      |                 | 5,31             | 337 (2022)                        | 63                 |
| Gildwiller            | 68105      |                 | 5,02             | 259 (2022)                        | 52                 |
| Gommersdorf           | 68107      |                 | 4,15             | 394 (2022)                        | 95                 |
| Guevenatten           | 68114      |                 | 2,15             | 156 (2022)                        | 73                 |
| Hagenbach             | 68119      |                 | 4,81             | 766 (2022)                        | 159                |
| Hecken                | 68125      | Heckois         | 2,45             | 529 (2022)                        | 216                |
| Hindlingen            | 68137      |                 | 8                | 631 (2022)                        | 79                 |
| Largitzen             | 68176      |                 | 5,6              | 333 (2022)                        | 59                 |
| Magny                 | 68196      |                 | 4,3              | 286 (2022)                        | 67                 |
| Manspach              | 68200      |                 | 5,33             | 533 (2022)                        | 100                |
| Mertzen               | 68202      | Mauriciens      | 2,01             | 196 (2022)                        | 98                 |
| Montreux-Jeune        | 68214      |                 | 3,36             | 368 (2022)                        | 110                |
| Montreux-Vieux        | 68215      |                 | 4,14             | 924 (2022)                        | 223                |
| Mooslargue            | 68216      | Mooslarguais    | 5,63             | 405 (2022)                        | 72                 |
| Pfetterhouse          | 68257      | Pfetterhousiens | 14,28            | 967 (2022)                        | 68                 |
| Retzwiller            | 68268      | Retzwillerois   | 4,1              | 694 (2022)                        | 169                |
| Romagny               | 68282      |                 | 2,89             | 275 (2022)                        | 95                 |
| Saint-Cosme           | 68293      |                 | 2,71             | 77 (2022)                         | 28                 |
| Saint-Ulrich          | 68299      |                 | 3,85             | 303 (2022)                        | 79                 |
| Seppois-le-Bas        | 68305      | Bas-Seppoisiens | 6,73             | 1 426 (2022)                      | 212                |
| Seppois-le-Haut       | 68306      | Seppoisiens     | 6,27             | 504 (2022)                        | 80                 |
| Sternenberg           | 68326      |                 | 3,44             | 145 (2022)                        | 42                 |
| Strueth               | 68330      |                 | 4,31             | 354 (2022)                        | 82                 |
| Traubach-le-Bas       | 68336      | Traubachois     | 6,78             | 464 (2022)                        | 68                 |
| Traubach-le-Haut      | 68337      |                 | 6,91             | 636 (2022)                        | 92                 |
| Ueberstrass           | 68340      |                 | 5,12             | 345 (2022)                        | 67                 |
| Valdieu-Lutran        | 68192      |                 | 5,17             | 423 (2022)                        | 82                 |
| Wolfersdorf           | 68378      |                 | 3,66             | 356 (2022)                        | 97                 |

### Démographie
| 1968   | 1975   | 1982   | 1990   | 1999   | 2010   | 2015   | 2021   |
| ------ | ------ | ------ | ------ | ------ | ------ | ------ | ------ |
| 14 508 | 15 354 | 16 234 | 17 217 | 18 697 | 21 670 | 22 166 | 22 286 |

## Administration

### Siège
Le siège de la communauté de communes est situé à Dannemarie.

### Les élus
Le conseil communautaire de la communauté de communes se compose de 59 conseillers, représentant chacune des communes membres et élus pour une durée de six ans.
Ils sont répartis comme suit :
| Nombre de conseillers | Communes                                                                       |
| --------------------- | ------------------------------------------------------------------------------ |
| 6                     | Dannemarie                                                                     |
| 3                     | Bernwiller, Seppois-le-Bas                                                     |
| 2                     | Ballersdorf, Balschwiller, Hagenbach, Montreux-Vieux, Pfetterhouse, Retzwiller |
| 1 (+1 suppléant)      | les autres communes                                                            |

### Présidence
| Période      | Période      | Identité         | Étiquette | Qualité                                    |
| ------------ | ------------ | ---------------- | --------- | ------------------------------------------ |
| janvier 2017 | juillet 2020 | Pierre Schmitt   | DVD       | Maire d'Eglingen (2001 → )                 |
| Juillet 2020 | Aout 2024    | Vincent Gassmann |           | Maire de Chavannes-sur-l'Etang (2014-2024) |
| Octobre 2024 | En cours     | Fabien Ulmann    |           | Maire de Seppois-le-Haut (2020- )          |

### Régime fiscal et budget
Le régime fiscal de la communauté de communes est la fiscalité professionnelle unique (FPU).

## Transports
La communauté de communes est devenue autorité organisatrice de la mobilité (AOM).

### Impact énergétique et climatique

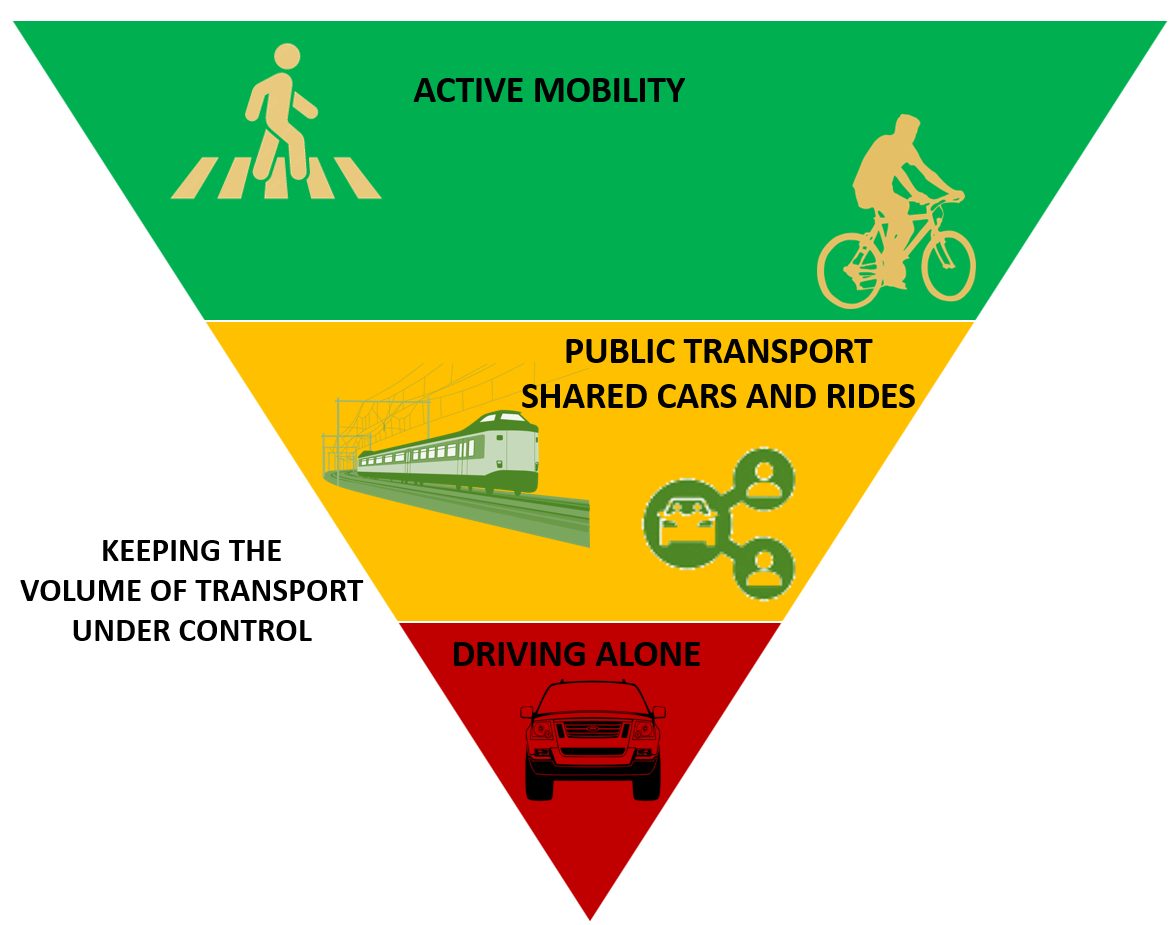
Pyramide de la mobilité, proposée par le projet européen Share North.

| -                              | Transports routiers | Autres transports |
| ------------------------------ | ------------------- | ----------------- |
| Carburant (GWh)                | 121                 | 1                 |
| Électricité (GWh)              | 0                   | 3                 |
| Gaz à effet de serre (ktéqCO2) | 31                  | 0                 |

## Énergie et climat
Dans le cadre du schéma régional d'aménagement, de développement durable et d'égalité des territoires (SRADDET) du Grand Est, ATMO Grand Est tient à jour les statistiques énergétiques  des établissements publics de coopération intercommunale de la collectivité européenne d'Alsace sous forme de diagramme de flux.
L'énergie finale annuelle, consommée en 2020, est exprimée en gigawatts-heures,.
| -                          | GWh |
| -------------------------- | --- |
| Électricité                | 89  |
| Carburants ou combustibles | 306 |
| Chaleur primaire           | 25  |

L'énergie produite en 2020 est également exprimée en gigawatts-heures.
| -                          | GWh |
| -------------------------- | --- |
| Électricité                | 4   |
| Carburants ou combustibles | 106 |
| Chaleur primaire           | 23  |

Les gaz à effet de serre sont exprimés en kilotonnes équivalent CO2.
| -                     | ktéqCO2 |
| --------------------- | ------- |
| Liées à l'énergie     | 60      |
| Non liées à l'énergie | 52      |